# Francileudo Santos
  Francileudo Santos    (Zé Doca, 20 de març de 1979) és un exfutbolista tunisià, nascut al Brasil, de la dècada de 2000.
Fou internacional amb la selecció de Tunisia amb la qual participà en la Copa del Món de futbol de 2006.
Pel que fa a clubs, destacà a FC Sochaux.